# Wassermann (Sternbild)
Der  Wassermann (lateinisch  Aquarius, altägyptisch Riese; astronomisches Zeichen ♒︎) ist ein Sternbild der Ekliptik.

## Beschreibung
Der Wassermann ist ein ausgedehntes, aber wenig auffälliges Sternbild des herbstlichen Sternenhimmels, das sich südlich des Pegasus befindet. Nur zwei seiner Sterne scheinen heller als die 3. Größenklasse. Die Sonne hält sich vom 16. Februar bis zum 12. März eines jeden Jahres im Wassermann auf.
Der Radiant zweier alljährlicher Sternschnuppenschwärme liegt in diesem Sternbild: die Mai-Aquariiden und die Juli-Aquariiden.

## Geschichte

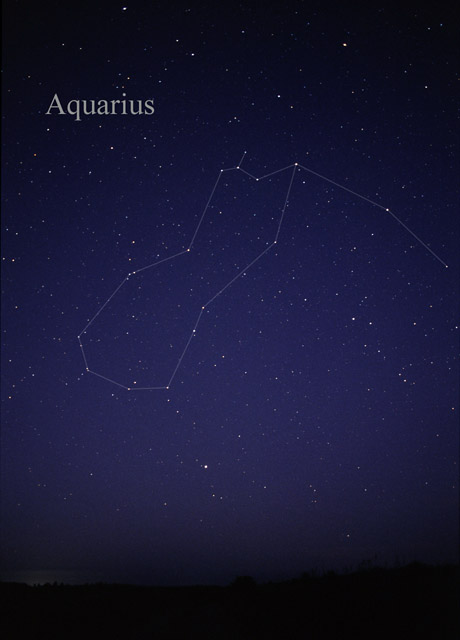
Das Sternbild Wassermann, wie es mit dem bloßen Auge gesehen werden kann

Obwohl der Wassermann kein auffälliges Sternbild darstellt, wird er zu den ältesten bekannten Konstellationen gerechnet. Für die Menschen des Altertums muss er eine große Bedeutung als Kalenderzeichen gehabt haben: Wenn die Sonne in den Wassermann wanderte, markierte dies den Zeitpunkt der Regenzeit, woher auch der Name stammen dürfte. Mehrere Sternbilder in der Umgebung – wie die Fische, der Walfisch, der südliche Fisch und der Delphin – haben ebenfalls eine Verbindung zum Wasser.
In den 1960er-Jahren wurde das Sternbild sehr bekannt, da angeblich das astrologische „Zeitalter des Wassermannes“ angebrochen war (besungen im Lied „Aquarius“ aus dem Musical Hair), in dem der Frühlingspunkt aufgrund der Präzession aus dem Zeichen der Fische in den Wassermann übergehen sollte. Tatsächlich existieren keine Standarddefinitionen für astrologische Zeitalter. Dass der Frühlingspunkt in das Sternbild Wassermann wandert, ist je nach Definition der Sternbildgrenze allerdings erst ab dem Jahr 2440 möglich.
Das Tierkreiszeichen Wassermann geht auf dieses Sternbild zurück.

## Mythologie
Zur mythologischen Herkunft des Namens gibt es mehrere Deutungen. 

Zum einen soll der Wassermann Deukalion darstellen, der die Sintflut überlebte und zum Stammvater der Menschen wurde. Als Zeus die sündige Menschheit auslöschen wollte, baute Deukalion ein Boot, mit dem er und seine Gattin Pyrrha neun Tage und Nächte auf dem Wasser trieben, bis sie am Berg Parnass anlandeten. Einem Orakelspruch folgend warfen die beiden Steine hinter sich, aus denen neue Menschen entstanden.
Anderen Deutungen nach soll es sich beim Wassermann um Kekrops I., den Gründer Athens, oder Ganymed, Zeus’ Mundschenk handeln.

## Bibel
Die Bibelstelle Mk 14,12-16  soll sich nach dem umstrittenen Film Zeitgeist auf den Wassermann beziehen und die Wanderung des Frühlingspunktes in das Sternbild symbolisieren. Dort heißt es:

„Und am ersten Tag des Festes der ungesäuerten Brote als man das Passalamm schlachtete sagen seine Jünger zu ihm: Wohin willst du daß wir gehen und bereiten damit du das Passamahl essen kannst? Und er sendet zwei seiner Jünger und spricht zu ihnen: Geht hin in die Stadt und es wird euch ein Mensch begegnen der einen Krug Wasser trägt. Folgt ihm! [...]“

## Himmelsobjekte
Siehe auch Liste von Sternen im Sternbild Wassermann

### Sterne
| B | F  | Namen                  | m / mag | M / mag | Entfernung / Lj | Spektralklasse |
| - | -- | ---------------------- | ------- | ------- | --------------- | -------------- |
| β | 22 | Sadalsuud              | 2,91    | −3,2    | 546             | G0 Ib          |
| α | 34 | Sadalmelik             | 2,96    | −3,9    | 660             | G2 Ib          |
| δ | 76 | Skat, Scheat           | 3,27    | −0,2    | 160             | A3 V           |
| γ | 48 | Sadachbia, Sadalachbia | 3,84    | 0,44    | 126             | A0 V           |
| λ | 73 | Hydor, Ekkhysis        | 3,73    | −1,7    | 390             | M2 III         |
| ε | 2  | Albali                 | 3,77    | −0,46   | 244             | A1 V           |
| η | 62 |                        | 4,04    | 0,29    | 184             | B9 IV          |
| θ | 43 | Ancha                  | 4,17    | 0,33    | 191             | G8 III-IV      |
| φ | 90 |                        | 4,22    | 0,05    | 222             | M2 III         |
| ν | 13 | Abulaan                | 4,50    | 1,00    | 164             | G8 III         |
| ξ | 23 | Bunda                  | 4,68    | 1,0     | 179             | A7 V           |

Beta Aquarii ist mit einer scheinbaren Helligkeit von 2,90m der hellste Stern im Wassermann. Er ist ein Überriese der Spektralklasse G0 Ib in etwa 610 Lichtjahren Entfernung. Der Name Sadalsuud ist arabischen Ursprungs und bedeutet so viel, wie „das Glück des Glücks“.
Der zweithellste Stern, Alpha Aquarii (Sadalmelik, arabisch „das Glück des Königs“), ist ein 760 Lichtjahre entfernter Überriese der Spektralklasse G2 Ib. Er besitzt den 80-fachen Durchmesser und die 6.000-fache Leuchtkraft unserer Sonne.
Gamma Aquarii (Sadachbia, arabisch „das Glück der Zelte“), ist 158 Lichtjahre entfernt.
Delta Aquarii ist ein 160 Lichtjahre entfernter Stern der Spektralklasse A3 V. Als Ursprung seines Namens Skat wird meist „Bein“ genannt. Es könnte ursprünglich aber auch „Wunsch“ bedeutet haben.

### Doppelsterne
| System | m / mag        | Abstand   |
| ------ | -------------- | --------- |
| ζ      | 4,42 / 4,59    | 1,67"     |
| ψ      | 4,24 / 10 / 10 | 49,6/0,3" |
| ω2     | 4,49 / 4,97    | 46,8"     |
| τ2     | 4,05 / 5,86    | 39"       |
| 41     | 5,6 / 7,1      | 5,0"      |
| 94     | 5,3 / 7,3      | 12,6"     |
| 101    | 4,8 / 7,1      | 1,2"      |
| 104    | 4,82 / 8,58    | 113"      |
| κ      | 5,04 / 8,8     | 98,8"     |
| 107    | 5,7 / 6,7      | 6,8"      |

ζ Aqr ist ein Doppelsternsystem in 105 Lichtjahren Entfernung. Dabei kreisen zwei etwa gleich große Sterne um einen gemeinsamen Schwerpunkt, wofür sie etwa 800 Jahre brauchen. Das System kann bereits in einem kleinen Teleskop in zwei weiß leuchtende, etwa gleich helle Sterne aufgelöst werden.

### Veränderliche Sterne
| Objekt | m / mag       | Periode   | Typ                                 |
| ------ | ------------- | --------- | ----------------------------------- |
| λ      | 3,73 bis 3,8  | 24,5 Tage | halbregelmäßig veränderlicher Stern |
| π      | 4,42 bis 4,70 |           | Gamma-Cassiopeia-Stern              |
| ο      | 4,68 bis 4,89 |           | Gamma-Cassiopeia-Stern              |
| R      | 5,2 bis 12,4  | 387 Tage  | Symbiotischer Stern, Mirastern      |

R Aquarii ist ein Symbiotischer Stern in 1.000 Lichtjahren Entfernung, wobei die hellere Komponente zusätzlich ein Mirastern ist. Der Stern ändert während eines Zeitraumes von 387 Tagen seine Helligkeit, wobei in einem Rhythmus von 24 Jahren periodische Schwankungen auftreten. Im Maximum ist der Stern 5,2m hell und kann gerade noch mit bloßem Auge wahrgenommen werden. Im Minimum erreicht er nur noch eine Helligkeit von 12,4m. Um ihn dann aufzufinden, benötigt man ein größeres Teleskop.

### Messier- und NGC-Objekte
| Messier (M) | NGC  | sonstige | m / mag | Typ                  | Name        |
| ----------- | ---- | -------- | ------- | -------------------- | ----------- |
| 2           | 7089 |          | 6,4     | Kugelsternhaufen     |             |
| 72          | 6981 |          | 9,5     | Kugelsternhaufen     |             |
| 73          | 6994 |          | 8,5     | Asterismus           |             |
|             | 7009 |          | 9       | Planetarischer Nebel | Saturnnebel |
|             | 7184 |          | 11      | Galaxie              |             |
|             | 7293 |          | 7       | Planetarischer Nebel | Helixnebel  |
|             | 7492 |          | 11      | Kugelsternhaufen     |             |
|             | 7606 |          | 11      | Galaxie              |             |
|             | 7727 |          | 10      | Galaxie              |             |

Im Wassermann befinden sich drei Objekte, die der französische Astronom und Kometenjäger Charles Messier in seinen Katalog nebliger Objekte (Messier-Katalog) aufnahm.
M2 ist ein Kugelsternhaufen in etwa 50.000 Lichtjahren Entfernung. Bereits in einem Fernglas kann er als nebliges Fleckchen ausgemacht werden. Um ihn am Rand in Einzelsterne aufzulösen, benötigt man allerdings ein Teleskop.
M72 ist ein Kugelsternhaufen in etwa 60.000 Lichtjahren Entfernung. Er ist der lichtschwächste Kugelsternhaufen im Messierkatalog und kann erst in großen Teleskopen aufgelöst werden.
M73 ist kein echter Sternhaufen, sondern eine Gruppe von vier Sternen in einem Abstand von 2.000 Lichtjahren Entfernung.
In rund 3000 Lichtjahren Entfernung befindet sich der planetarische Nebel NGC 7009, der auch Saturnnebel genannt wird. Mit seiner elliptischen Form erinnert er etwas an den Ringplaneten Saturn, wenn man diesen im Teleskop bei schwacher Vergrößerung beobachtet.
Im südlichen Teil findet man den Helixnebel. Dies ist ein planetarischer Nebel in 500 Lichtjahren Entfernung. Mit einem Durchmesser von 13 Bogenminuten und einer Helligkeit von 7m ist er der größte und hellste planetarische Nebel am Nachthimmel. In einer dunklen Nacht kann man ihn im Fernglas als rundes, nebliges Fleckchen wahrnehmen. Um Strukturen zu erkennen, benötigt man allerdings ein Teleskop.